# Thryptomene parviflora
Thryptomene parviflora är en myrtenväxtart som först beskrevs av George Bentham, och fick sitt nu gällande namn av Karel Domin. Thryptomene parviflora ingår i släktet Thryptomene och familjen myrtenväxter.
Artens utbredningsområde är Queensland. Inga underarter finns listade i Catalogue of Life.